# James Heathcote-Drummond-Willoughby (3e comte d'Ancaster)
Gilbert James Heathcote-Drummond-Willoughby, 3e comte d'Ancaster, TD (8 décembre 1907 - 29 mars 1983), nommé Lord Willoughby de Eresby de 1910 à 1951, est un homme politique conservateur britannique.

## Jeunesse
Il est le fils de Gilbert Heathcote-Drummond-Willoughby (2e comte d'Ancaster) et de l'héritière américaine Eloise Lawrence Breese. Son jeune frère John est décédé célibataire en 1970, et ses deux sœurs, Lady Catherine et Lady Priscilla, ont épousé John St Maur Ramsden et le colonel Sir John Renton Aird, 3e baronnet, respectivement .
Il fait ses études au Collège d'Eton et à Magdalene College, Cambridge. À Cambridge, il est membre du University Pitt Club .

## Carrière
En 1933, il est élu à la Chambre des communes comme député de Rutland et Stamford, siège qu'il occupe jusqu'en 1950. De 1933 à 1935, Ancaster est « Bébé de la Chambre », le plus jeune membre de la Chambre des communes. Il sert pendant la Seconde Guerre mondiale en tant que major dans le 153rd Leicestershire Yeomanry Regiment dans la 5e Brigade blindée de la Garde, et est mentionné dans des dépêches.
En 1951, il est convoqué à la Chambre des lords par un bref d'accélération dans le titre junior de son père de baron Willoughby de Eresby. Il succède à son père comme troisième comte d'Ancaster plus tard cette année-là. Outre sa carrière politique, il est également Lord Lieutenant du Lincolnshire de 1950 à 1975 et Lord-grand-chambellan de 1951 à 1983 .

## Vie privée
Le 27 juillet 1933, Lord Ancaster épouse Nancy Phyllis Louise Astor (1909-1975), la fille unique de Waldorf Astor, 2e vicomte Astor et Nancy Witcher Langhorne (une politicienne britannique d'origine américaine qui est la deuxième femme membre du Parlement). Ensemble, James et Nancy sont les parents de deux enfants, un fils et une fille:
- Nancy Heathcote-Drummond-Willoughby (née le 1er décembre 1934)
- Timothy Gilbert Heathcote-Drummond-Willoughby (né le 19 mars 1936)[3], son fils et héritier qui disparait en mer au large de la Corse en 1963 [4],[5].

La comtesse d'Ancaster est décédée le 2 mars 1975. Lord Ancaster est décédé en mars 1983, à l'âge de 75 ans. À sa mort, le comté et la baronnie d'Aveland s'éteignent, tandis qu'il est remplacé à la baronnie de Willoughby de Eresby par sa fille Nancy, qui lui succède également en tant que Lord-grand-chambellan. Sa baronnie Heathcote passe par son parent éloigné Gilbert Simon Heathcote .